# Мікро Лабс
Мікро Лабс (англ. Micro Labs) — фармацевтична компанія Індії, була заснована у 1973 році. Сьогодні працює більш ніж у 60 країнах світу. Micro Labs налічує 12 заводів з випуску, як субстанцій, так і готових лікарських форм.
Останні роки Micro Labs входить у ТОР-20 найбільших фармвиробників Індії.
Контроль якості технологічного процесу підтверджений міжнародними стандартами WHO GMP, UK MHRA, MCC (Південна Африка), Health Canada, ISO 9001, SGS (Швейцарія), IDA (Голландія). Два заводи Micro Labs знаходяться у процесі отримання сертифікатів UA FDA.
Сертифікат відповідності GMP МОЗ України отриманий у жовтні 2007 р.